# SiN Episodes
SiN Episodes ist der Titel einer Serie von Ego-Shootern im Episodenformat für den PC, welche an das 1998 erschienene Computerspiel SiN anknüpfen. SiN Episodes wurde von Ritual Entertainment entwickelt und besitzt Valves Source Engine als technische Basis. Die erste Episode Emergence war das erste Spiel eines großen Studios, welches im Episodenformat und für Valves Steam produziert wurde, die Auslieferung erfolgt dabei allein über das Internet.
Ursprünglich geplant waren neun Episoden. Mit dem Verkauf von Ritual an MumboJumbo und dem Weggang einiger führender Entwickler erscheint die Entwicklung weiterer Teile aber fraglich. Ein Grund dafür ist, dass MumboJumbo Ritual bereits mit der Erstellung von „high-quality casual content“ („hochwertigem Inhalt für Gelegenheitsspieler“) beauftragt hat.

## Überblick
Der ursprüngliche Gedanke Rituals war es, die Episoden in einem Zeitabstand von sechs Monaten zu einem Preis von je 19,95 US-Dollar zu veröffentlichen. Die Spielzeit jeder Episode war auf etwa sechs Stunden ausgelegt. Obwohl mehrere Multiplayermodi geplant (inkl. Koop-Modus und andere teambasierte Modi) waren, wurde SiN Episodes lediglich als Einzelspielerspiel veröffentlicht.
Die Designer legten dabei großen Wert auf die Interaktivität der Umgebung, eine durch die Charaktere getragene Handlung, eine herausstechende KI und eine Geschichte, die durch die Entscheidungen der Spieler beeinflusst wird. Das Spiel sollte dafür Statistiken über die Handlungen des Spielers aufzeichnen. Ob diese Qualitäten sich in der Serie fortsetzen, ist unklar, da die Entwicklung weiterer Episoden unterbrochen wurde.

## Technik
SiN Episodes ist mit Hilfe der Source Engine und einigen Modifikationen durch Ritual realisiert worden.
- Durch die Community beeinflusste HandlungEine Statistik, wie die Mehrheit der Spieler an bestimmten Stellen im Spiel Entscheidung fällen, soll die Geschichte zukünftiger Episoden beeinflussen. Ritual möchte so Features, die von Spieler gut angenommen werden, ausbauen. Jedoch hatte man Bedenken dieses System zu implementieren, da Spieler frustriert sein könnten, dass „ihre“ Entscheidung im Spiel nicht berücksichtigt wurde.

- Mehrfache Materialien per OberflächeDie Source Engine unterstützt ursprünglich nur ein Material per Oberfläche. Dadurch konnten Objekte im Spiel nur eine Materialeigenschaft haben. Enthielt z. B. ein Fahrzeug eine Glasscheibe, so verhielt sich diese exakt wie die metallene Karosserie. Ritual fügten eine Erweiterung hinzu, die es Designern erlaubt, ein Modell mit mehreren Materialien zu belegen.

- Dynamischer SchwierigkeitsgradÄhnlich anderen Ego-Shooter (wie z. B. F.E.A.R.) passt sich die Stärke der Gegner an das Können des Spielers an. Das Spiel reguliert die Anzahl der Gegner und deren Treffsicherheit so, dass der Spieler so schnell in der Handlung fortschreiten kann, dass das Spiel für ihn etwa sechs Stunden dauert.

## Episoden

### Emergence
Erscheinungsdatum in den USA war der 10. Mai 2006. Emergence ist die erste Episode der Serie und führt die diversen Charaktere ein. Die Kritiken und Reaktionen waren unterschiedlich (GameSpot z. B. vergab 7,3 von 10 Punkten). X-Play hingegen bezeichnete Emergence als schlichten Half-Life-2-Clone.
Die Geschichte erzählt die Geschehnisse um den Polizisten John R. Blade in der dystopischen Stadt Freeport City. Blade (der Spieler) wird zu Beginn von seinen Kameraden Jessica und JC aus den Fängen der boshaft schönen Wissenschaftlerin Elexis Sinclair und dem Drogenbaron Viktor Radek befreit. Diese führten Experimente von unbekanntem Ausmaße an Blade durch, und dieser ist fortan auf der Suche nach Antworten. Wie Blade jedoch in diese Lage kam, ist unbekannt. Beim Treffen mit einem Informanten gerät das Team in einen Hinterhalt und Blade flüchtet auf Umwegen in das Hauptquartier Radeks, einem zum Labor umgebauten Öltanker. Dort entdeckt er, dass Sinclair und Radek eine Droge mit dem Namen „U4“ entwickelt haben. Mit dieser will Sinclair die menschliche Evolution beschleunigen. Das Ergebnis dieser Beschleunigung sind allerdings entstellte und hoch aggressive Mutanten, die den Spieler ebenso angreifen, wie die Heerscharen der Söldner und Untergebenen Sinclairs.
Als Radek ihm keine Antworten liefern kann und das Schiff zu sinken droht, flüchtet Blade mit Jessicas Hilfe in Sinteks „Supremacy Tower“. Im finalen Showdown gelingt es Blade den Fluggleiter von Radek zum Absturz zu bringen. Zuvor wurde jedoch Jessica von Radek mit dem Mutagen infiziert. Die Episode endet mit der Meldung, dass Freeport City von Mutanten angegriffen wurde, und der Ausnahmezustand verhängt wurde.
Kurios: Im Bauch des Supertankers findet sich in einem Geheimversteck ein Modell des Dopefishs. Das Spiel quittiert den Fund mit der Meldung „The dopefish lives!“

## Kritik
Emergence erhielt überwiegend mäßige Kritiken. Die PC Games bewertete den Shooter mit 68 Prozent, die GameStar mit nur 63 Prozent. Die Website 4players.de vergab 70 Punkte und die PC Powerplay eine positive Wertung von 79. Der Metascore liegt bei 75 %. Die Kritiker lobten die gute Grafik und das klassische Shooter-Gameplay, bemängelten aber die sehr kurze Spielzeit, die schwache KI und den unfairen Schwierigkeitsgrad. Außerdem sind nur drei Waffen im Spiel vertreten.

### Episode 2 (Entwicklung gestoppt)
Über diese Episode sind keinerlei Details bekannt, außer dass sie ursprünglich im 4. Quartal 2006 erscheinen sollte. Ein Teaser am Ende der ersten Episode deutet an, dass sich der Spieler nun durch die mit Mutanten verseuchten „Freeport City“ kämpfen muss. Es ist ungewiss, ob diese Episode jemals erscheinen wird.